# San Quirino
San Quirino est une commune de la province de Pordenone, dans la région Frioul-Vénétie Julienne, en Italie.

## Culture

### Langue
Depuis novembre 2010 existe un livre écrit dans le dialecte de San Quárin (= San Quirino), avec une traduction italienne intégrée et un CD lu en Sanquirinais, contenant quelques chapitres du livre. L'œuvre porte le titre San Quarín, cóme che parleán na uólta (« San Quirino, comme on parlait autrefois »).

## Fêtes, foires
- La Sagra, qui chaque année fête la Madonna della Salute, le troisième dimanche du mois d'octobre, avec une grande procession où l'on porte la statue de la Vierge. Ensuite, les conscrits (qui fêtent leur 18e anniversaire dans l'année) montent au mât de cocagne.

## Administration
| Période                                  | Période | Identité | Étiquette | Qualité |
| ---------------------------------------- | ------- | -------- | --------- | ------- |
|                                          |         |          |           |         |
| Les données manquantes sont à compléter. |         |          |           |         |

### Hameaux
Sedrano - San Foca - Villotte.

### Communes limitrophes
Aviano, Cordenons, Maniago, Montereale Valcellina, Pordenone, Roveredo in Piano, Vivaro.